# Alfred Bickel
Alfred Bickel, även känd som Fredy Bickel, född 12 maj 1918 i Eppstein, död 18 augusti 1999, var en schweizisk fotbollsspelare. Han spelade hela sin karriär för Grasshopper där han gjorde över 400 ligamatcher och vann Schweiziska superligan sju gånger. För Schweiz landslag så spelade Bickel 71 landskamper och gjorde 15 mål.
Alfred Bickel är tillsammans med svenske Erik Nilsson de enda som spelat ett VM både före och efter Andra världskriget.

## Meriter
Grasshopper
- Superligan (7): 1937, 1939, 1942, 1943, 1945, 1952, 1956
- Schweiziska Cupen (9): 1937, 1938, 1940, 1941, 1942, 1943, 1946, 1952, 1956